# 二之橋站

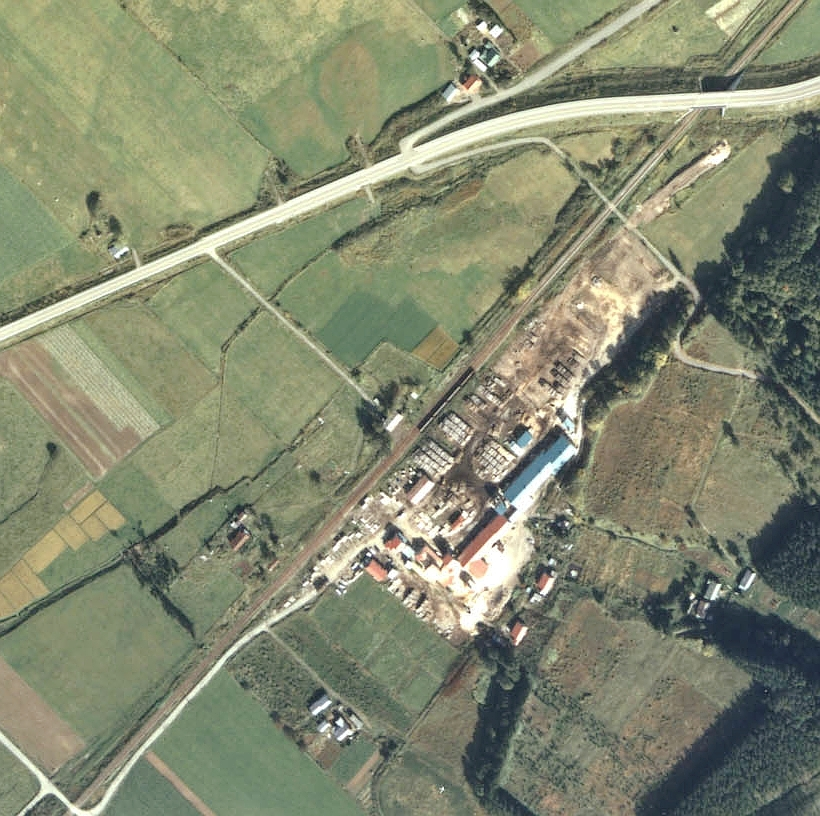
1977年的二之橋站與方圓約500米範圍。右上方是紋別方向。當時設有以石堆成的1面1線單式月台，車站大樓與中名寄站相似，當時站內設有副本線。

二之橋站（日语：／ Ninohashi eki */?）是位於北海道上川郡下川町二之橋，北海道旅客鐵道（JR北海道）的名寄本線車站（廢站）。隨著名寄本線廢線，車站在1989年（平成元年）5月1日廢除。
部分普通列車通過此站。截至1989年（平成元年）4月30日（廢除前的時間表），上行1班列車通過此站）。

## 歷史
- 1947年（昭和22年）12月25日 - 運輸省名寄本線二之橋臨時乘降場（局（日语：鉄道管理局）設定）啟用[2] 。
- 1949年（昭和24年）6月1日 - 日本國有鐵道成立，成為日本國有鐵道車站。
- 1950年（昭和25年）1月15日 - 升級至車站，名為二之橋站。當時為一般車站[3]。
- 1962年（昭和37年）4月1日 - 成為業務委託車站。
- 1978年（昭和53年）12月1日 - 結束處於貨物和荷物。同時成為無人車站（簡易委託化）[4] 。
- 1986年（昭和61年）11月1日 - 結束簡易委託，完全成為無人車站。
- 1987年（昭和62年）4月1日 - 伴隨國鐵分割民營化，車站由北海道旅客鐵道（JR北海道）營運。
- 1989年（平成元年）5月1日 - 名寄本線全線廢除，此站也廢除。

## 車站構造
截至車站廢除前，車站是一座地面車站，設有1面1線的單式月台。在遠輕一方南邊設有路軌分支，連接停泊維護路軌車輛用的側線。
此站是無人車站。在有人車站時代，車站大樓進行改裝。大樓與中名寄站和渚滑線中渚滑站屬於同款，使用預製工序建造。大樓位於站內北邊，鄰接月台。月台全長50米。

## 站名的由來
站名取自所在地區名。地區名在1903年（明治36年）建設暫定縣道（現時：國道239號）時，以越過名寄川上流第二條橋而得名。

## 車站周邊
車站周邊都農田。
- 國道239號（日语：国道239号）（下川國道）[7]
- 名寄川（日语：名寄川）[7]
- 名士巴士（日语：名士バス）「二之橋」巴士站

## 現況
截至2000年（平成12年），車站沒有痕蹟。路基遺址用作建設渡槽。截至2010年（平成22年），仍然看不到任何痕蹟，截至2011年（平成23年）也是同樣，遺址建設了農地。
此外。截至2000年（平成12年），車站遺址附近國道的「二之橋跨線橋」可看向路軌遺址，截至2011年（平成23年）也是同樣。

## 相鄰車站
北海道旅客鐵道（JR北海道）
名寄本線
下川－二之橋－幸成

## 注腳
1. ↑  書籍《北海道の駅878ものがたり 駅名のルーツ探究》（監修：太田幸夫，富士Comtem，2004年2月發行）220頁。
2. ↑  《下川町史》指出是1948年。
3. ↑  「日本国有鉄道公示第2号」《官報》1950年1月9日（國立國會圖書館數碼化收藏）
4. ↑  日本國有鐵道公示S53.11.28公157
5. 1 2 3 4  書籍《国鉄全線各駅停車1 北海道690駅》（小學館，1983年7月發行）208頁。
6. ↑  書籍《北海道の駅878ものがたり 駅名のルーツ探究》（監修：太田幸夫，富士Comtem，2004年2月發行）185頁。
7. 1 2  書籍《北海道道路地図 改訂版》（地勢堂，1980年3月發行）18頁。
8. 1 2  書籍《鉄道廃線跡を歩くVII》（JTB出版，2000年1月發行）39頁。
9. ↑  書籍《新 鉄道廃線跡を歩く1 北海道・北東北編》（JTB出版，2010年4月發行）33頁。
10. 1 2  書籍《北海道の鉄道廃線跡》（著：本久公洋，北海道新聞社，2011年9月發行）114頁。